# Салеми
Салеми (итал. Salemi) — коммуна в Италии, располагается в регионе Сицилия, подчиняется административному центру Трапани.
Население составляет 11 436 человек (на 2004 г.), плотность населения составляет 64 чел./км². Занимает площадь 181 км². Почтовый индекс — 91018. Телефонный код — 0924.
Покровителем населённого пункта считается святитель Николай, Мирликийский Чудотворец. Праздник ежегодно празднуется 6 декабря.